# Ligyrus gyas
Ligyrus gyas är en skalbaggsart som beskrevs av Wilhelm Ferdinand Erichson 1848. Ligyrus gyas ingår i släktet Ligyrus och familjen Dynastidae. Inga underarter finns listade i Catalogue of Life.